# Eveline Willett Cunnington
Eveline Willett Cunnington (* 23. April 1849 in Briton Ferry, Grafschaft Glamorgan, Wales; † 30. Juli 1916 in Sumner, Christchurch, Neuseeland) war eine neuseeländische Sozialreformerin, Feministin, Dozentin und Autorin.

## Frühes Leben
Eveline Willett Leach wurde am 23. April 1849 als jüngste von zwölf Töchter der Eheleute Ann Willett und Robert Valentine Leach in Briton Ferry der Grafschaft Glamorgan in Wales geboren. Evelines Vater war wohlhabend und Besitzer des Devizes Castle, das sich in der Grafschaft Wiltshire in England befindet, wo sie auch aufwuchs. Er schickte sie zur Ausbildung auf eine Schule in Frankreich und nach Aufenthalten in Deutschland und Italien musste sie für drei Jahre das Queen's College in London besuchen. Eine Berufsausbildung erhielt sie wohl nicht, zumindest ist nichts dergleichen bekannt.

## Neuseeland
1875 wanderte Eveline nach Neuseeland aus und ging nach Christchurch, wo auch ihr Cousin Samuel Saunders, der Herausgeber der Lyttelton Times, lebte. Am 8. April 1876 heiratete sie Capel Baines im Vorort Riccarton der Stadt.

## Australien
Anschließend siedelten beide im Süden von Australien, wo ihr Mann eine Anstellung als Angestellter bekam. Eveline bekam zwei Kinder und lernte in Australien zum ersten Mal was Armut bedeutete. Sie sah die hässlichen Umgebung, in denen Arme leben mussten, sah dass sie minderwertige Bildung erhielten und unter den erdrückenden sozialen Vorurteile litten, mit denen sie ständig konfrontiert waren.

## England
Im August 1883 besuchte Eveline zusammen mit ihren Kindern ihre Eltern in Devizes Castle. Während dieser Zeit verstarb ihr Mann in Australien plötzlich an einem Herzinfarkt.

## Neuseeland
Eveline kehrte daraufhin mit ihren Kindern nach Christchurch zurück und lernte dort den Elektroingenieur Herbert James Cunnington kennen. Sie heirateten 18. Dezember 1884 in Leithfield, südlich von Amberley. Aus dieser Ehe gingen für Eveline zwei weitere Kinder hervor.
Eveline war überzeugte Anglikanerin und wurde 1891 Mitglied des Damenkomitees der Organisation Canterbury Female Refuge, das unverheirateten Frauen Mutterschaftshilfe und Orientierung bot. Ein Jahr später nahm sie an der ersten Sitzung des Canterbury Women's Institute teil, das sich für die Emanzipation von Frauen einsetzte. 1895 wurde sie zu einer der beiden ersten weiblichen Gefängnisbesucherinnen in Neuseeland ernannt. Sie übte die Funktion über fast 25 Jahre lang aus. Auch wurde sie Gründungsmitglied des National Council of Women of New Zealand und nahm ab 1896 an den folgenden drei jährliche stattfindenden Konferenzen der Organisation teil. 1896 folgte der Beitritt zur New Zealand Fabian Society und später wurde sie Gründungsmitglied der Canterbury Fabian Society. Für die Fabian Society schrieb sie Artikel, die in der Lyttelton Times und im Maoriland Worker veröffentlicht wurden.
Eveline nahm auch den Kampf gegen die Bordelle im Land auf. Sie setzte sich dafür ein, dass das Alter für junge Frauen, die in Bordellen arbeiteten, von 18 auf 21 Jahre heraufgesetzt werden sollte und Zuhälter strenger bestraft werden sollten. Auch die Einrichtung einer christlichen Straßenpatrouille, die gefährdete Mädchen warnen sollte, war einer ihrer Forderung. Sie setzte sich für Reformen im Strafvollzug ein und dafür, dass in Frauengefängnissen nur weibliches Personal eingesetzt wird und überall, wo Frauen mit der Justiz in Kontakt kamen, nur weibliche Polizisten, Ärzte, Anwälte, Geschworene und Regierungsbeamte sich mit ihren Fällen beschäftigen sollten. Wenn junge Frauen aus Gefängnissen entlassen wurden, kümmerte sie sich um sie, manchmal bis hin, dass sie sie bei sich zu Hause aufnahm.

## Reise nach Europa
1904 ging Eveline auf eine dreijährige Reise nach Europa. Sie traf sich mit Frauen, wie der Mathematikerin und Schriftstellerin Mary Everest Boole, der Armenfürsorgerin Miss Stansfield und den Feministinnen Millicent Garrett Fawcett, Lady Isabella Caroline Somerset und Susan Brownell Anthony. Auf ihrer Reise erkrankte sie plötzlich schwer und ließ sie nach ihrer Begegnung mit dem Tod spirituellen Themen zuwenden.

## Neuseeland
Nach ihrer Rückkehr nach Neuseeland und Christchurch gründete sie im März 1908 den Girls' Social Science Club und begann mit einer Reihe von wöchentlichen Gastvorträgen und Diskussionen im Deaconess House der Stadt. In dem Jahr hielt sie eine weitere Reihe von Vorträgen an einer anderen Mädchenschule und im April 1910 gründete sie einen sozialwissenschaftlichen Mädchenclub in Ashburton. Ihr Ziel war es, jene privilegierten Mädchen zu erreichen, die lediglich dazu erzogen wurden „sich hübsch zu benehmen“.
Ab 1910 begann Eveline sich für die Bildung der arbeitenden Bevölkerung zu engagieren und hielt im Dezember des Jahres eine Vortrag auf einer Veranstaltung der Iron and Brassmoulders' Union (Eisen- und Messingarbeitergewerkschaft), auf der sie vor lauter Männern zum Thema „soziale Reinheit“ sprach. Sie versuchte Kirche und die sozialistische Bewegung miteinander zu verbinden, wurde von Mitgliedern der New Zealand Federation of Labour eingeladen und sprach im Oktober 1912 vor etwa 350 Zuhörern in der Socialists' Hall.
Als Eveline im Dezember 1912 nach Wellington ging, um einen Mädchenclub zu gründen, wurde sie zwei Tage nach ihrer Ankunft in der Hauptstadt von der Wellington Wharf Labourers' Union eingeladen, um auf einer Massenversammlung über universelle Brüderlichkeit zu sprechen. 1913 sprach sie in Christchurch vor Sozialisten über Alkoholismus, Syphilis und weißer Sklaverei. Im Mai des Jahres gründete sie zusammen mit neun Männern die Church Socialist League und als sich im Oktober des Jahres die öffentliche Kontroverse über die Wehrpflicht verschärfte, unterstützte sie die Verabschiedung des Defence Act 1909, was einen Konflikt mit vielen ihrer sozialistischen, fabianischen und quäkerischen Freunden zur Folge hatte. Sie war der Meinung, dass eine Armee zur Verteidigung des Landes notwendig war und blieb dabei. In Arbeitnehmerfragen zeigte sie sich jedoch an der Seite der Arbeiter und der Gewerkschaften. Im Februar 1914 kritisierte sie öffentlich den Erzbischof von Wellington Francis Redwood, der sich in einem Hirtenbrief gegen den Sozialismus ausgesprochen hatte. 1914 zwangen Herzprobleme Eveline sich von ihren öffentlichen Auftritten und ihrer Lehrtätigkeit zurückzuziehen. Es wurde stiller um sie, doch für Artikel für den Maoriland Worker reichten ihre Kräfte noch alle mal. Auch wurde sie noch Mitbegründerin der Canterbury Workers' Education Association, die im März 1915 gegründet wurde. Schon drei Jahre zuvor warb sie dafür, Bildung für Frauen und Männer, die wenig oder gar keine Schulbildung erhalten hatten, möglich zu machen. Mit der Association war nun ein Schritt in die Richtung getan.
Eveline Willett Cunnington verstarb am 30. Juli 1916 in ihrem Ferienhaus in Sumner. Eine große Menschenmenge, die sich zu ihrer Beerdigung versammelt hatte, sang spontan das Lied „The Red Flag“, ein sozialistisches Lied, dessen Melodie dem Weihnachtslied O Tannenbaum entlehnt ist.